# Mananara Avaratra (distrikt)
Mananara Nord District är ett distrikt i Madagaskar.   Det ligger i regionen Analanjiroforegionen, i den nordöstra delen av landet, 400 km nordost om huvudstaden Antananarivo.